# Герт Ферхюльст
Герт Тоні Губерт Ферхюльст (нід. Gert Verhulst; нар.. 24 січня 1968, Берхем, Антверпен, Бельгія) — бельгійський телеведучий підприємець, співак, режисер, актор, сценарист, композитор, кінопродюсер, мільйонер та бізнес-магнат, а також видатна фігура в індустрії дитячих розваг у Бенілюксі, ікона фламандської культури. Став відомим актором завдяки участі в телевізійній програмі для дітей Самсон та Герт (Samson & Gert). Очолює власну компанію Студіо 100 (англ. Studio 100).

## Життєпис та кар'єра

### Навчання та початки телекар'єри
Герт Ферхюльст народився 1968 року в бельгійському Берхемі. У 1987 році він подав заявку до Королівської консерваторії Антверпена, але не вступив. Пізніше того ж року він почав працювати телеведучим у телерадіомовній компанії BRTN (нині VRT).

#### «Самсон та Герт»
На Різдво того ж року він вперше з'явився в ефірі телебачення разом з собакою-лялькою Самсоном (Samson) породи староанглійська вівчарка, з яким він говорить як власник та потрапляє в кумедні ситуації. Головною метою цієї програми було бажання розвеселити дітей, але герої фламандського дитячого телесеріалу «Самсон та Герт» одразу настільки стали популярними, що через рік програма стала щоденною. Транслювалася вона безперервно до 1 грудня 1997 року, а потім шоу перейшло на Ketnet і продовжує транслювати всі свої епізоди донині. Розмова головних героїв переривається на проведення конкурсів, зачитування листів від шанувальників та демонстрацією різноманітних мультфільмів, зокрема, «Смурфи», «Овідій та банда», «Місіс Перечниця». Самсон та Герт також записували десятки пісень та альбомів, репертуар яких, перш за все, орієнтований на маленьких дітей. У Бельгії вони мали велику кількість хітів, таких як «De Samsonrock», «Alles is op», «In de disco» та «De wereld is mooi».

#### Zeg eens Euh!
Крім того, Герт Ферхюльст працював ведучим багатьох телепрограм на різних каналах бельгійського телебачення, серед яких Zeg eens euh!, Wat zegt u?, Linx (укр. «Скажи ну!» або укр. «Скажи Е!») та Watte?. Ця телепередача транслювалася щоп'ятниці з 1992 по 1997 роки, і її концепція була явно натхненна британською радіогрою «Just a Minute». Учасники дискусії по черзі отримували тему, про яку вони мали говорити протягом однієї хвилини. Разом із темою вони отримали заборонене слово, яке не можна було використовувати. У групі учасників були чотири фламандські знаменитості, зокрема: Еміель Ґелен, Марґріт Германс, Коен Круке та Яак Пійпен. Час від часу одного з учасників дискусії заміняли Марк Тайсманс, Андреа Крооненбергс та Вальтер Бейл та Пол Амбах. За літні місяці число глядачів телепередачі зросло з 700 тис. до 800 тис. переглядів. Коли Ферхюльст перейшов до Vtm, ведучим гри став Донаат Дерімакер, але після скандалу з одним із членів комісії (Еміелем Ґоленом), шоу було закрито.
У жовтні 2016 року було повідомлено, що Герт Ферхюльст хоче працювати виключно для телевізійного каналу VIER. Мати своє власне ток-шоу на телебаченні — це давня і справжня мрія Герта.

### Студіо 100

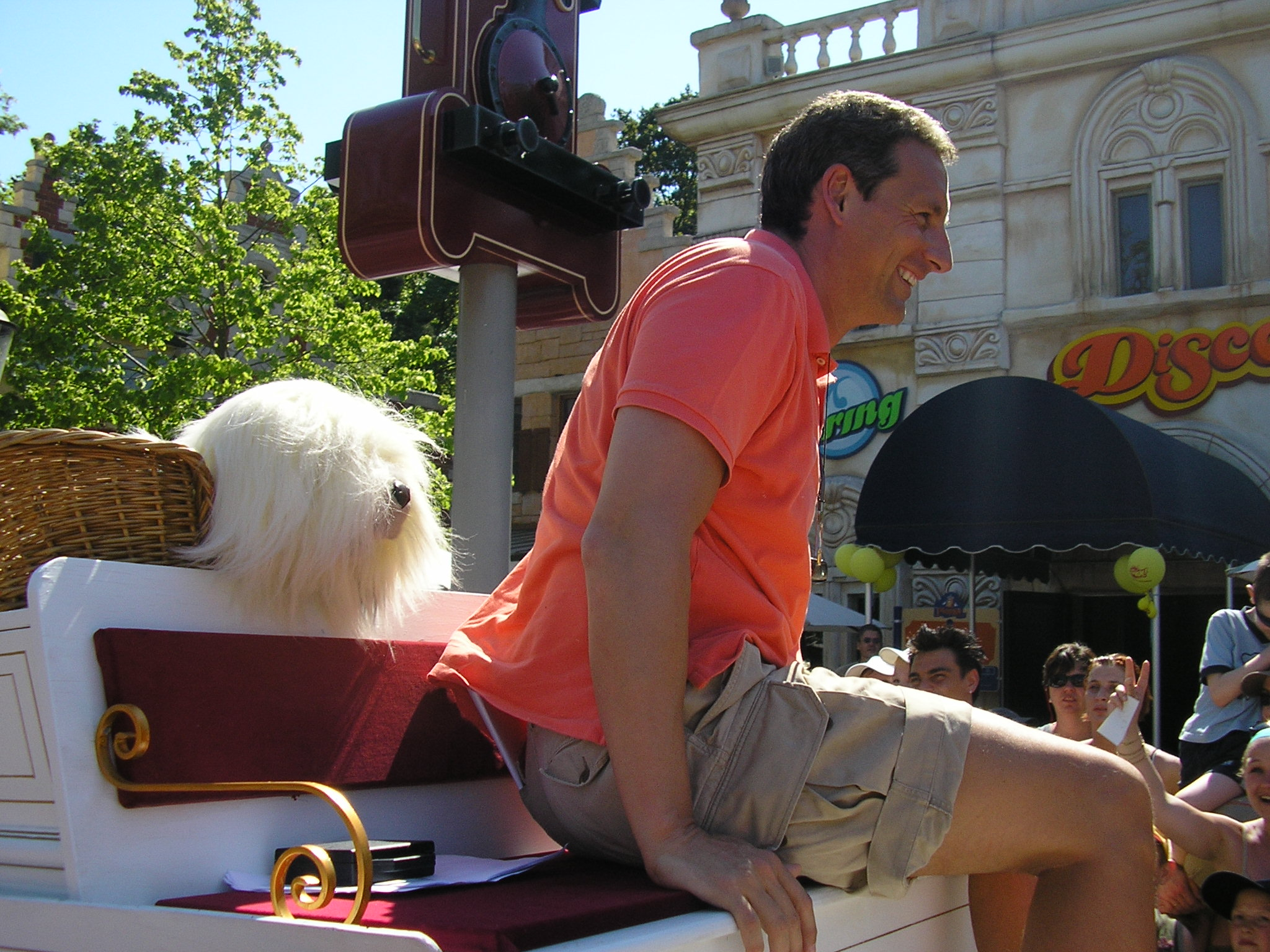
Герт Ферхюльст і Самсон у тематичному парку Plopsa

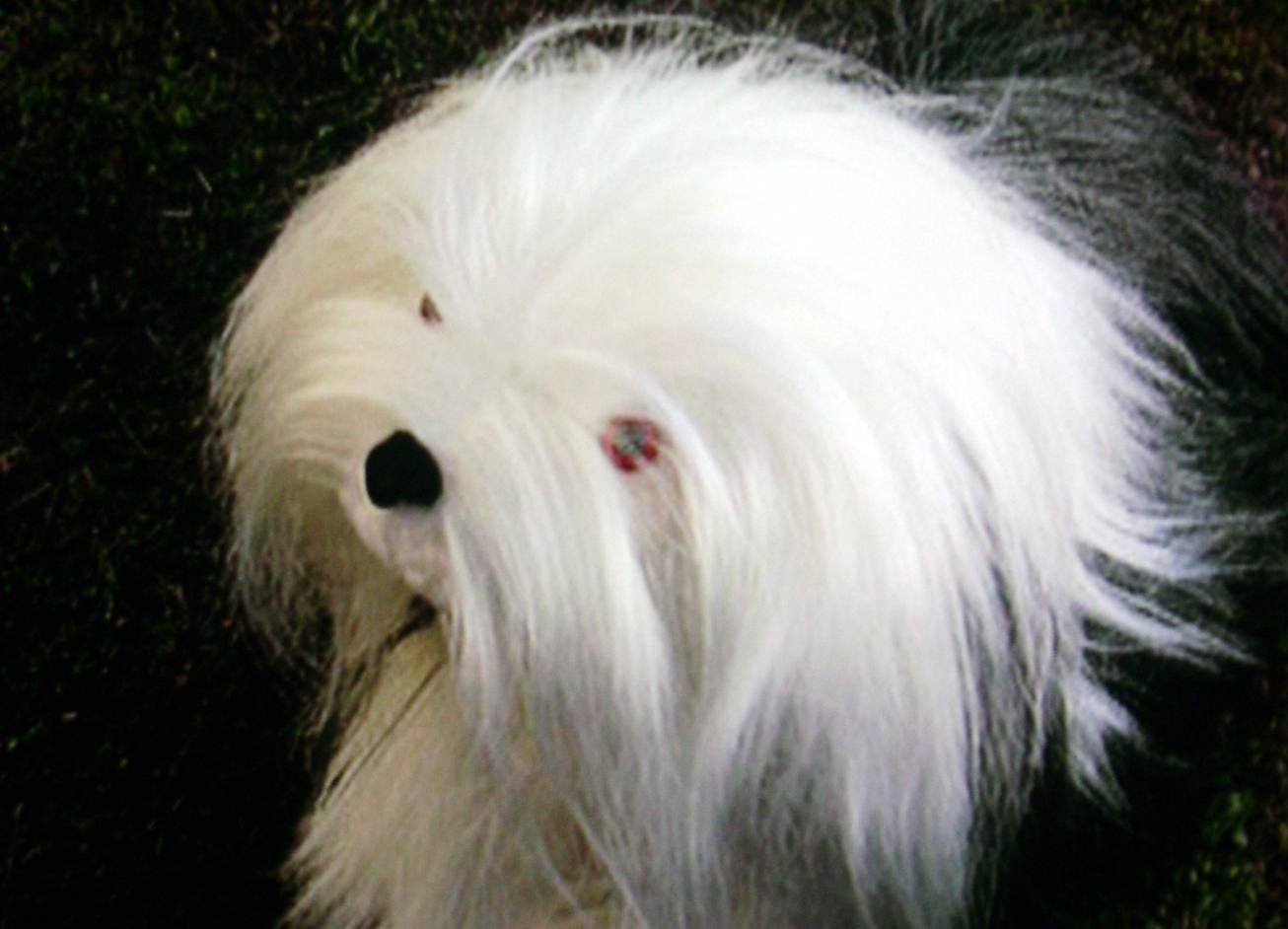
Пес Самсон

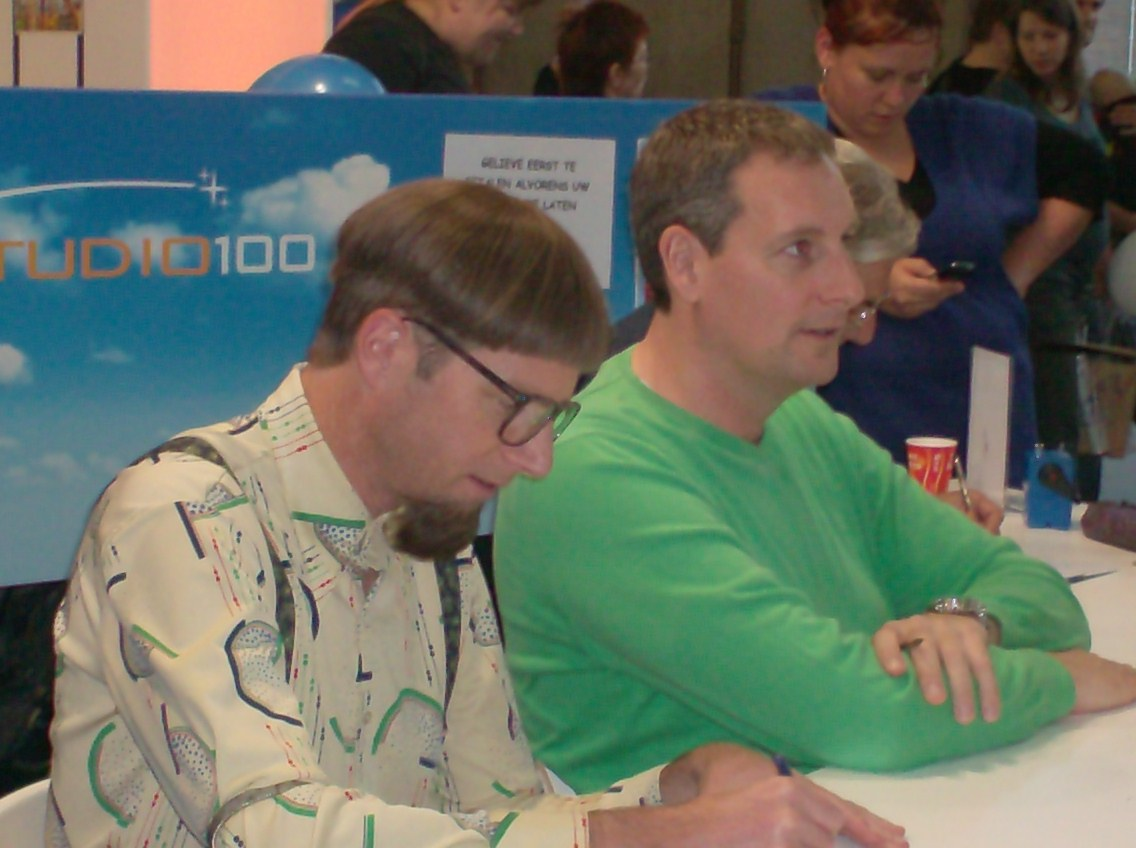
Герт Ферхюльст і Вальтер Бейл на Книжковому ярмарку 2009 року в Антверпені

У 1996 році Герт Ферхюльст заснував «Студіо 100» разом з Данні Вербістом (нід. Danny Verbiest) та Гансом Бурлоном (нід. Hans Bourlon) — його бізнес-партнерами. Вони зібралися разом у 1989 році, коли вперше була створена програма «Самсон і Герт». Данні Вербіст озвучував роль собаки Самсона у дитячій програмі Самсон та Герт. Ганс Бурлон більше займається економічними питаннями компанії, тоді як Герт мав багато креативних ідей.
У 1999 році Studio 100 запустили чотири нові проєкти у Фландрії: мюзикл, фільм та дві нові телевізійні програми.. У жовтні 1999 року Studio 100 та VMMa (Vlaamse Media Maatschappij, заснована в 1987 році як «Vlaamse Televisie Maatschappij» дев'ятьма видавцями з часткою 11,1 % кожен) оголосили, що вони придбали «Мелі Парк».
Штаб-квартира Studio 100 розташована в Шелле та Лондерзелі. Studio 100 має використовує для запису найбільші аудіостудії по всій Бельгії. Часто тут проводять великі заходи, наприклад попередній відбір на пісенний конкурс Євробачення. Голландський відділ Studio 100 знаходиться в Медіапарку в Гілверсумі. Також функціонують анімаційні студії в Парижі, Сіднеї та Мюнхені, а також дві телевізійні станції. Студія 100 придбала «Flying Bark Productions», щоб створити «Master Raindrop» і постійно співпрацює з понад 160 мовниками із 110 країн світу, продаючи ліцензії на телепередачі, відео на вимогу та домашнє відео. Наприклад, «Бджілка Майя» була продана телекомпаніям із понад 150 країн.
Не тільки «Самсон і Герт», а й «K3» (музичний гурт трьох дівчат, які виконують, головним чином, пісні для дітей), Kabouter Plop (гном), Wizzy & Woppy (дві миші), Big & Betsy (сільська дівчина та порося, яке вміє говорити), Bumba (клоун), Piet Piraat (пірат), Mega Mindy (супергероїня), «Обитель Анубіса», Spring (музичне товариство) та Amika (дівчина, яка обожнює їздити верхи) — всі ці програми є результатами творчості Герта Ферхюльста. Під його керівництвом, «Студія 100» теж створила деякі мюзикли, такі як «Попелюшка», «Спляча Красуня», «Робін Гуд» та «Білосніжка».
У 2006 році Герт Ферхюльст офіційно став мільйонером, після того як він продав велику частину своїх акцій компанії «Студіо 100» бельгійському банку Fortis. У 2015 році обіг коштів компанії склав близько 151,4 мільйонів євро. У 2008 році бельгійський тижневик Trends обрав Герта Ферхюльста «Менеджером Року».

### Міжнародні проєкти
У Бельгії компанія Студіо 100 досить відома завдяки створеним мультфільмам, мюзиклам, малюнкам та фігуркам, особливо у дітей. Фірма також має успіх і в інших галузях маркетингу. У 1999 році Студіо 100 перекупила колишній тематичний парк Meli-Park і перебудувала на парк з атракціонами. У тому ж році парк відкрився під назвою «Плопсаланд» (нід. Plopsaland) в Де-Панні, неподалік бельгійського узбережжя. Через шість років було відкрито другий парк у протилежному регіоні Бельгії: в Гасселті. Цей парк називається «Критий Парк Плопса Хасселт» (нід. Plopsa Indoor Hasselt). У Де-Панні також функціонує аквапарк: «Плопсаква» (нід. Plopsaqua). Крім того, вже існують парки в Голландії та Німеччині. Крім того, заплановано побудувати подібні тематичні парки для дітей та відпочинку всієї родини у Чехії та Польщі.

### Суміжна діяльність
У 2007 році про бельгійського студентка повідомили в новинах, тому що він звернувся із закликом до Герта Ферхюльста. На своєму сайті студент нагадав Герту про його обіцянку, яку він зробив в одній із пісень репертуару Самсона та Герта. Там він співає, що якби він мав десять мільйонів, він організував би вечірку і роздавав би шоколад та лимонад усім. Герт спокійно відреагував на цей заклик і справді виконав цю обіцянку: він організував велику вечірку у тематичному парку «Плопсаланд» із пригощанням шоколадом та лимонадом.
У 2007 році Герт Ферхюльст разом з Джелле Клейманс виграв другий сезон «Найкращих друзів» на Eén.
У 2013 році Ферхюльст оголосив, що Studio 100 зробила пропозицію в розмірі 50 000 доларів США (38 868 євро) на аукціоні Американського федерального агентства на придбання Air Force One. Цей літак перевозив шість президентів США з 1975 по 2005 рік.
У 2014 році на запрошення ведучого Еріка Ван Лоя Герт Ферхюльст взяв участь у популярній бельгійській телевікторині «Найрозумніша людина у світі» (нід. De slimste mens ter wereld). Він там побив абсолютний рекорд персональної участі, бо був першим кандидатом, який зміг протриматися одинадцять випусків. Зрештою, Герт фінішував третім.
У 2015 році Герт Ферхюльст став ведучим кулінарно-розважальної програми «Гвардія Герта» (нід. De Garde van Gert) на бельгійському каналі «Ням!» (нід. Njam!). У 2016 році він був членом журі кулінарної програми «Мій тимчасовий ресторан» (нід. Mijn Pop-uprestaurant), де деякі пари протягом місяця своїми діями та ідеями мали переконати журі, що вони можуть володіти власним рестораном.
У 2017 році Герт Ферхюльст разом зі своїм бізнес-партнером Гансом Бурлоном був нагороджений Премією свободи фламандського класично-ліберального аналітичного центру Libera!.

## Особисте життя

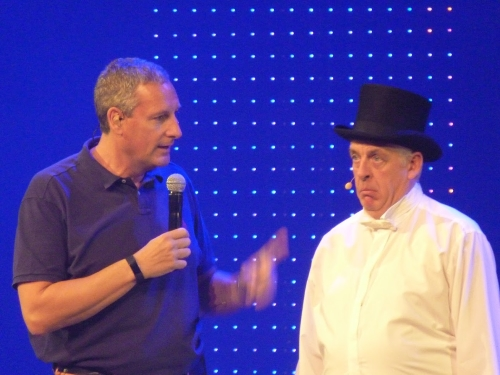
Герт Ферхюльст та мер (Вальтер Де Дондер) у шоу «Самсон та Герт» у «Плопсаленді» (літо 2017)

У 1998 році Герт Ферхюльст одружився з Валері Калліо. До цього у них народилися син Віктор Ферхюльст (нар.. 1993) та донька Марі Ферхюльст (нар.. 1995), перш ніж розлучитися в 2003 році. Його донька Марі Ферхюльст також є акторкою. Під час зйомок мюзиклу «Спляча красуня» ходили чутки, що Ферхюльст мав стосунки з Карен Дамен з популярного жіночого гурту «K3». Ферхюльст завжди заперечував стосунки, але в лютому 2005 року фотографії пари з'явилися в голландській газеті. У квітні пара розлучилася після чотирьох років стосунків. З 2008 по 2011 рік Ферхюльст мав стосунки з Еллен Каллебаут — власницею ресторану з Бланкенберґе. У 2012 році у Ферхюльста були короткочасні стосунки з Джозе Хуісманом — також співачки з K3. Але через кілька місяців вони розлучилися. Відтоді Герт повернулася до Каллебаут, і пара одружилася в 2019 році.
У 1999 році Герт Ферхюльст придбав заклад для бідних дітей «Villa Zonnelicht» (дослівно — «Вілла сонячного світла») у Капеллені в Бельгії за 7 100 000 бельгійських франків або 176 000 євро, і зробив його своїм приватним будинком.

## Дискографія

### Альбоми
- «Samson & Gert 1» 1991[38]
- «Samson & Gert 2» 1992[39]
- «Samson & Gert 3» 1993[40]
- «Samson & Gert 4» 1995[41]
- «Samson & Gert 5» 1995[42]
- «Samson & Gert 6» 1996[43]
- «Samson & Gert 7» 1997[44]
- «Samson & Gert 8» 1998[45]
- «Samson & Gert 9» 1999[46]
- «Samson & Gert 10 — Het beste uit 10 jaar Samson en Gert» 2000[47]
- «Samson & Gert 11 — De wereld is mooi» 2001[48]
- «Samson & Gert 12 — Oh la la la» 2002[49]
- «Samson & Gert 13 — Jiepie ja hee» 2003[50]
- «Hotel op stelten» 2008[51]
- «20 jaar Samson & Gert» 2010[52]

### Пісні
- «Samsonrock» (Samson & Gert) 1991[53]
- «Verliefd zijn» (Samson & Gert) 1991[54]
- «Wij gaan naar de maan» (Samson & Gert) 1992[55]
- «10 Miljoen» (Samson & Gert) 1992[56]
- «Samen delen» (Samson & Gert) 1992[57]
- «Samen op de moto» (Samson & Gert) 1992[58]
- «Wij komen naar jou» (Samson & Gert) 1992[59]
- «De snijdersbank» (Samson & Gert) 1992[60]
- «De bel doet 't niet» (Samson & Gert) 1993[61]
- «Repeteren» (Samson & Gert) 1993[62]
- «Piraten-Potpourri» (Samson & Gert) 1993[63]
- «Samson toch!» (Samson & Gert) 1994[64]
- «Wat ben ik blij» (Samson & Gert) 1994[65]
- «Wij zijn bij de brandweer» (Samson & Gert) 1994[66]
- «Als je heel erg veel verliefd bent» 1994 (Samson & Gert)[67]
- «Bij Heidi in Tirol» (Samson & Gert) 1995[68]
- «In de disco» (Samson & Gert) 1995[69]
- «Druk» (Samson & Gert) 1995[70]
- «Wereldberoemd» (Samson & Gert) 1995[71]
- «Wie gaat er mee?» (Samson & Gert) 1996[72]
- «Aap in Huis» (Samson & Gert) 1996[73]
- «De mooiste dag» (Samson & Gert) 1996[74]
- «Wij weten wat liefde is» (Samson & Gert) 1996[75]
- «Het spook van de opera» (Samson & Gert) 1997[76]
- «Jimmy de cowboy» (Samson & Gert) 1997[77]
- «Mannetjes van Mars» (Samson & Gert) 1998[78]
- «Wakker worden» (Samson & Gert) 1998[79]
- «Wij willen voetballen» (Samson & Gert) 1998[80]
- «Roeien» (Samson & Gert) 1998[81]
- «S.O.S.» (Samson & Gert) 1998[82]
- «Piloot» (Samson & Gert) 1999[83]
- «Storm op zee» (Samson & Gert) 1999[84]
- «Bim bam bom» (Samson & Gert) 2000[85]
- «De mooiste dromen» (Samson & Gert) 2000[86]
- «Vooruit» (Samson & Gert) 2000[87]
- «Yeah yeah yeah» (Samson & Gert) 2001[88]
- «De wereld is mooi!» (Samson & Gert) 2001[89]
- «We zijn op elkaar» (Samson & Gert) 2001[90]
- «Oh la la la!» (Samson & Gert en de 6 Teens) 2002[91]
- «Olé pistolé» (Samson & Gert en de 6 Teens) 2002[92]
- «Radio» (Samson & Gert) 2003[93]
- «Lieve Samson» (Samson & Gert) 2006[94]
- «Naar zee» (Samson & Gert) 2007[95]
- «Heet» (Samson & Gert) 2008[96]
- «Vrede op aarde» (Samson & Gert) 2008[97]
- «Vrienden voor het leven» (Samson & Gert) 2008[98]
- «Vrolijk liedje» (Samson & Gert) 2008[99]
- «Ik ben verliefd» (Samson & Gert) 2008[100]
- «Alles is op» (Samson & Gert) 2008[101]
- «Oh lalala» (Samson & Gert) 2008[102]
- «Sinterklaas en Zwarte Piet» (Samson & Gert) 2009[103]
- «Springen in de zee» (Samson & Gert) 2009[104]
- «Kerstmis Kerstmis» (Samson & Gert) 2013[105]
- «Wij gaan vliegen» (Samson & Gert) 2013[106]
- «Tingelingeling» (Samson & Gert) 2014[107]
- «Zwaaien» (Samson & Gert) 2014[108]
- «Hiep hiep hiep hoera!» (Samson & Gert) 2015[109]

## Фільмографія

### Актор, ведучий
| Телебачення    | Телебачення                               | Телебачення                           | Телебачення     |
| Рік            | Назва                                     | Роль                                  | Примітки        |
| -------------- | ----------------------------------------- | ------------------------------------- | --------------- |
| 2016 — 2017    | Auwch_ (серіал)                           | сам себе                              | 2 епізоди       |
| 2017           | Allemaal Familie (серіал)                 | сам себе                              | unknown епізоди |
| 2017           | t is gebeurd (серіал)                     | сам себе                              | 1 епізод        |
| 2017           | K3 zoekt K3 (серіал)                      | сам себе — суддя                      | 10 епізодів     |
| 2015 — дотепер | Achter de Rug (серіал)                    | сам себе — ведучий / сам себе — гість | 2 епізоди       |
| 1990–2017      | Самсон та Герт (серіал)                   | Герт                                  | 825 епізодів    |
| 2013 & 2014    | Vlaanderen muziekland (серіал)            | Герт                                  | 4 епізоди       |
| 2013           | Eva Jinek op zondag (Розмовне шоу)        | сам себе — власник Studio 100         | 3 епізоди       |
| 2013           | RTL Late Night (Розмовне шоу)             | сам себе — директор Studio 100        | 1 епізод        |
| 2013           | Lang Leve (серіал)                        | сам себе — спеціальний гість          | 1 епізод        |
| 2013           | Bingo (серіал)                            | сам себе                              | 1 епізод        |
| 2012–дотепер   | Vroeger of later? (серіал)                | сам себе                              | 3 епізоди       |
| 2012           | Manneke Paul (Talk Show)                  | сам себе                              | 1 епізод        |
| 2010           | Peter live (Talk Show)                    | сам себе — гість                      | 1 епізод        |
| 2009           | Samson en Герт Kerstverhalen (серіал)     | Герт                                  | 10 епізодів     |
| 2009           | K2 zoekt K3 (серіал)                      | сам себе                              | окремі епізоди  |
| 2009           | De schuld van VTM (серіал)                | сам себе                              | 2 епізоди       |
| 2008           | De wereld draait door (Розмовне шоу)      | сам себе                              | 1 епізод        |
| 2008           | Alles moet weg (серіал)                   | Герт                                  | 1 епізод        |
| 2008           | Hotel op stelten (серіал)                 | Герт                                  | 4 епізоди       |
| 2007           | 101 vragen aan… (Розмовне шоу)            | сам себе — гість                      | 1 епізод        |
| 2007           | Beste vrienden (Розмовне шоу)             | сам себе — кандидат                   | 1 епізод        |
| 2004           | Thuis (телевізійний фільм)                | Герт                                  |                 |
| 2005           | Samson en Герт kerstshowspecial (TV Show) | Герт                                  | 1 епізод        |
| 2004           | Het geslacht De Pauw (серіал)             | сам себе                              | 1 епізод        |
| 2002           | Barend en Van Dorp (серіал)               | сам себе — творець Kabouter Plop      | 1 епізод        |
| 2001           | Debby & Nancy Laid Knight (серіал)        | сам себе                              | 1 епізод        |
| 1999           | Linx (серіал)                             | сам себе                              | 1 епізод        |
| 1999           | Watte? (серіал)                           | сам себе                              | 1 епізод        |
| 1997           | Laat ze maar lachen (серіал)              | сам себе                              | 1 епізод        |
| 1992–1997      | Zeg eens Euh! (серіал)                    | сам себе                              | окремі епізоди  |
| 1989           | Postbus X (серіал)                        | сам себе                              | 1 епізод        |
| 1988           | De zevende dag (Розмовне шоу)             | сам себе                              | 1 епізод        |

### Продюсер
| Фільми      | Фільми                      | Фільми              | Фільми                                 |
| Рік         | Назва                       | Роль                | Опис                                   |
| ----------- | --------------------------- | ------------------- | -------------------------------------- |
| 2015        | Blinky Bill the Movie       | Виконавчий продюсер | 1 листопада 2015 (Нідерланди)          |
| 2012        | Musical: Robin Hood         | продюсер            | 31 березня 2012 (Бельгія)              |
| 2012        | Plop wordt kabouterkoning   | продюсер            | 25 квітня 2012 (Нідерланди)            |
| 2003        | De 3 biggetjes              | продюсер            | 4 квітня 2003 (Бельгія)                |
| 2002        | Doornroosje, De musical     | продюсер            | 29 березня 2002 (Бельгія)              |
| 2001        | Robin Hood: The Musical     | продюсер / продюсер | 30 березня 2001 (Бельгія)              |
| 2000 — 2003 | Big & Betsy (телесеріал)    | продюсер            | 5 листопада 2000 (Бельгія) 37 епізодів |
| 1990–2014   | Samson en Gert (телесеріал) | продюсер            | 2 вересня 1990 (Бельгія) 808 епіздів   |

### Режисер
| Фільм       | Фільм                                              | Фільм              | Фільм                     |
| Рік/small>  | Назва                                              | Роль               | Примітки                  |
| ----------- | -------------------------------------------------- | ------------------ | ------------------------- |
| 2017 — 2018 | Gert Late Night (Talk Show) 4 сезони, 100 епізодів | Режисер / ведучий  | 24 квітня 2017 (Бельгія)  |
| 2012        | Musical: Robin Hood                                | режисер            | (Бельгія)                 |
| 2011        | Alice in Wonderland — De Musical                   | режисер            | Липень 2011 (Бельгія)     |
| 2010        | K3 — Mamase Show                                   | producer           | 19 травня 2010 (Бельгія)  |
| 2003        | De 3 biggetjes (TV Series)                         | режисер            | 4 квітня 2003 (Бельгія)   |
| 2002        | Doornroosje, De musical                            | режисер            | 29 березня 2002 (Бельгія) |
| 2001        | Robin Hood: The Musical                            | Продюсер / режисер | 30 березня 2001 (Бельгія) |